# Чемпіонат світу з біатлону 2013
49-й чемпіонат світу з біатлону проходив у Новому Месті-на-Мораві, Чехія, з 7 по 17 лютого 2013 року.
До програми чемпіонату входило 11 змагань із окремих дисциплін: спринту, гонки переслідування, індивідуальної гонки, мас-старту та естафет — жіночої, чоловічої і змішаної. Наступний чемпіонат світу проходив в Контіолагті, Фінляндія у 2015 році.

## Розклад
У таблиці приведено попередній розклад змагань. Час подано за UTC+1.
| Дата      | Час         | Чоловіки         | Жінки            |
| --------- | ----------- | ---------------- | ---------------- |
| 7 лютого  | 17:30       | змішана естафета | змішана естафета |
| 9 лютого  | 13:00/16:15 | спринт           | спринт           |
| 10 лютого | 13:00/16:15 | персьют          | персьют          |
| 13 лютого | 17:15       | індивідуальна    |                  |
| 14 лютого | 17:15       |                  | індивідуальна    |
| 15 лютого | 17:15       | естафета         |                  |
| 16 лютого | 17:15       |                  | естафета         |
| 17 лютого | 12:00/15:00 | мас-старт        | мас-старт        |

## Медалісти та призери

### Чоловіки
| Гонка:                            | Золото:                                                                        | Час                                                       | Срібло:                                                          | Час                                                       | Бронза:                                                          | Час                               |
| Індивідуальна гонка, 20 км деталі | Мартен Фуркад Франція                                                          | 49:43.0 (0+0+0+1)                                         | Тім Берк США                                                     | 50:06.5 (0+0+0+1)                                         | Фредрик Ліндстрем Швеція                                         | 50:16.7 (0+0+0+1)                 |
| Спринт 10 км деталі               | Еміль-Гегле Свендсен Норвегія                                                  | 23:25.1 (0+1)                                             | Мартен Фуркад Франція                                            | 23:33.2 (0+1)                                             | Яков Фак Словенія                                                | 23:36.3 (0+0)                     |
| Персьют 12,5 км деталі            | Еміль-Гегле Свендсен Норвегія                                                  | 32:35.6 (0+0+0+1)                                         | Мартен Фуркад Франція                                            | 32:35.7 (0+1+1+0)                                         | Антон Шипулін Росія                                              | 32:39.1 (0+0+1+0)                 |
| Мас-старт 15 км деталі            | Тар'єй Бо Норвегія                                                             | 36:15.8 (0+0+0+0)                                         | Антон Шипулін Росія                                              | 36:19.5 (0+0+1+0)                                         | Еміль-Гегле Свендсен Норвегія                                    | 36:23.2 (0+1+0+0)                 |
| Естафета 4 x 7,5 км деталі        | Норвегія Уле-Ейнар Б'єрндален Генрік л'Абе-Лунд Тар'єй Бо Еміль-Гегле Свендсен | 1:15:39.0 (0+1) (0+2) (0+0) (0+0) (0+1) (0+0) (0+0) (0+1) | Франція Сімон Фуркад Жан-Гійом Беатрікс Алексі Беф Мартен Фуркад | 1:16:51.8 (0+0) (0+3) (0+0) (0+1) (0+1) (0+0) (0+0) (0+2) | Німеччина Сімон Шемпп Андреас Бірнбахер Арнд Пайффер Ерік Лессер | 1:16:57.5 (0+0) (0+0) (0+0) (2+3) |

### Жінки
| Гонка:                     | Золото:                                                                 | Час                                           | Срібло:                                                          | Час                                                       | Бронза:                                                         | Час                                                       |
| Індивідуальна 15 км деталі | Тура Бергер Норвегія                                                    | 44:52.5 (0+0+0+0)                             | Андреа Генкель Німеччина                                         | 45:45.2 (0+0+0+0)                                         | Валя Семеренко Україна                                          | 46:35.0 (1+0+0+0)                                         |
| Спринт 7,5 км деталі       | Олена Підгрушна Україна                                                 | 21:01.1 (0+0)                                 | Тура Бергер Норвегія                                             | 21:08.5 (0+1)                                             | Віта Семеренко Україна                                          | 21:24.9 (0+0)                                             |
| Персьют 10 км деталі       | Тура Бергер Норвегія                                                    | 28:48.4 (0+1+2+0)                             | Христина Палка Польща                                            | 29:06.9 (0+0+1+1)                                         | Олена Підгрушна Україна                                         | 29:09.9 (0+0+2+0)                                         |
| Мас-старт 12,5 км деталі   | Дарія Домрачева Білорусь                                                | 35:54.5 (1+0+0+1)                             | Тура Бергер Норвегія                                             | 36:03.2 (1+0+1+0)                                         | Моніка Гойніш Польща                                            | 36:22.19 (0+0+1+0)                                        |
| Естафета 4 x 6 км          | Норвегія Гілде Фенне Анн Крістін Флатланд Сіннове Солемдаль Тура Бергер | 1:08:11.0 (0+2) (1+3) (0+0) (0+2) (0+0) (0+1) | Україна Юлія Джима Віта Семеренко Валя Семеренко Олена Підгрушна | 1:08:18.0 (0+0) (0+1) (0+2) (0+0) (0+1) (0+0) (0+0) (0+1) | Італія Доротея Вірер Ніколь Гонтьє Мікела Понца Карін Обергофер | 1:08:22.6 (0+0) (0+0) (0+2) (0+0) (0+0) (0+2) (0+0) (0+0) |

### Змішана естафета
| Гонка:                                        | Золото:                                                               | Час                                                        | Срібло:                                                         | Час                                                        | Бронза:                                                                  | Час                                                        |
| Змішана естафета 2 x 6 км + 2 x 7,5 км деталі | Норвегія Тура Бергер Сюнневе Сулемдаль Тар'єй Бо Еміль Хегле Свендсен | 1:12:04.94 (0+0) (0+0) (0+0) (0+2) (0+1) (0+0) (0+0) (0+1) | Франція Марі Лор Брюне Марі Дорен Абер Алексі Беф Мартен Фуркад | 1:12:24.98 (0+0) (0+2) (0+1) (0+2) (0+0) (0+2) (0+0) (0+1) | Чехія Вероніка Віткова Габріела Соукалова Ярослав Соукуп Ондрей Моравець | 1:12:37.27 (0+2) (0+2) (0+1) (0+0) (0+0) (0+1) (0+0) (0+0) |

## Таблиця медалей
| Місце  | Країна    | Золото | Срібло | Бронза | Загалом |
| ------ | --------- | ------ | ------ | ------ | ------- |
| 1      | Норвегія  | 8      | 2      | 1      | 11      |
| 2      | Франція   | 1      | 4      | 0      | 5       |
| 3      | Україна   | 1      | 1      | 3      | 5       |
| 4      | Білорусь  | 1      | 0      | 0      | 1       |
| 5-7    | Німеччина | 0      | 1      | 1      | 2       |
| 5-7    | Польща    | 0      | 1      | 1      | 2       |
| 5-7    | Росія     | 0      | 1      | 1      | 2       |
| 8      | США       | 0      | 1      | 0      | 1       |
| 9-12   | Чехія     | 0      | 0      | 1      | 1       |
| 9-12   | Словенія  | 0      | 0      | 1      | 1       |
| 9-12   | Швеція    | 0      | 0      | 1      | 1       |
| 9-12   | Італія    | 0      | 0      | 1      | 1       |
| Всього | Всього    | 11     | 11     | 11     | 33      |

## Країни-учасниці
У чемпіонаті світу взяли участь біатлоністи із 43 країн.
| - Андорра - Австралія - Австрія - Бельгія - Білорусь - Боснія і Герцеговина - Бразилія - Болгарія - Канада - КНР - Хорватія | - Чехія - Естонія - Фінляндія - Франція - Велика Британія - Німеччина - Греція - Гренландія - Угорщина - Італія - Японія | - Казахстан - Латвія - Литва - Північна Македонія - Молдова - Нідерланди - Норвегія - Нова Зеландія - Польща - Румунія - Росія | - Сербія - Словаччина - Словенія - Південна Корея - Іспанія - Швеція - Швейцарія - Туреччина - Україна - США |

## Цікаві факти
- Протягом чемпіонату вибороти нагороди змогли представники 12 країн. Попередній рекорд, в 11 країн, був установлений на чемпіонаті світу 2011 року, що проходив у Ханти-Мансійську.
- Збірна Норвегії здобула 11 медалей, тим самим встановивши рекорд за кількістю здобутих медалей представниками однієї країни протягом одного чемпіонату світу.
- Збірна України здобула 5 медалей, повторивши свій найкращий результат показаний 1999 року. Як і тоді, медалі здобували представники лише жіночої збірної.
- Срібна медаль, яку українські дівчата вибороли в естафеті, стала 30-ю медаллю, яку здобули представники України за всі часи виступів на чемпіонатах світу з біатлону. Станом на 2013 рік у доробку українських спортсменів 30 медалей: 5 золотих, 9 срібних і 16 бронзових.